# Han Wallaart
Han Wallaart (... – 28 marzo 2020) è stato un cestista e allenatore di pallacanestro olandese.

## Carriera
Ha guidato l'Paesi Bassi ai Campionati europei del 1983.